# Тропическая жара (телесериал)

«Тропическая жара» (англ. Tropical Heat, альтернативное название англ. Sweating Bullets) — детективный телесериал производства Канады, снятый с участием Мексики и Израиля. Снимался с 1991 по 1993 год.

## Сюжет
Серия фильмов рассказывает о приключениях и расследованиях Ника Слоттера, бывшего агента DEA, посланного в качестве частного детектива на Карибы. В его расследованиях ему часто помогает Сильвия, бывший туристический агент.

## В ролях
- Роб Стюарт — Ник Слоттер
- Кэролин Данн — Сильвия Жерар
- Джон Дэвид Блэнд — Ян Стюарт (1991-92)
- Ян Трэйси — Спайдер Гарвин (1992-93)
- Юджин Кларк — Олли Портер (1991)
- Педро Армендарис младший — лейтенант Каррильо (1991-92)
- Ари Сорко-Рам — сержант Грегори (1992-93)
- Аллен Нэшмэн — Ролли (1992-93)
- Грэм Кэмпбелл — Руперт
- Тан-Тан — играет саму себя

## Серии
- 1992 «Из записок частного детектива Слотера» (англ. Slaughter P.I.: From The Files...) — режиссёр Сэм Ферстенберг.